# 구로스역 (이루마시)
구로스역(일본어: 黒須駅)은 일본 사이타마현 이루마시에 위치했던 세이부 철도 이케부쿠로 선의 철도역이었다.
지금의 이루마 시역과 부시 역사이에 위치해 있었으며, 화물 취급만 하는 역이었다.

## 역사
- 1917년 12월 16일 : 개업
- 1953년 1월 15일 : 폐역